# Schlacht von Callinicum
Iberischer Krieg
Thannuris – Dara – Satala – Callinicum – Martyropolis
Vandalenkrieg
Ad Decimum – Tricamarum
Gotenkrieg
1. Neapel – 1. Rom – Verona – Faventia – Mucellium – 2. Neapel – 2. Rom – 3. Rom – Sena Gallica – Busta Gallorum – Mons Lactarius – Casilinus
Eroberung von Spania
Maurenkriege
Mammes und Bourgaon – Babosis und Zerboule – Cillium – Marta – Felder von Cato
Lasischer Krieg
1. Petra – 2. Petra – 3. Petra – 1. Archäopolis – Cotais – 2. Archäopolis – Telephis–Ollaria – Onoguris (3. Archäopolis) – Phasis – Tzacher
Die Schlacht von Callinicum wurde am Karsamstag, dem 19. April 531 n. Chr., zwischen den Oströmern unter dem Feldherrn Belisar und den persischen Sassaniden unter dem General Azarethes ausgetragen. Nach ihrer Niederlage in der Schlacht bei Dara im Vorjahr schickten sich die Sassaniden im Frühjahr 531 an, in die römische Provinz Syria einzufallen, um das Kriegsglück zu wenden (siehe Römisch-Persische Kriege). Belisars schnelles Handeln vereitelte diesen Plan, und seine Truppen konnten die Perser durch geschicktes Manövrieren aus Syrien herauszwingen. Doch als die Römer bei Callinicum die Feinde, die bereits im Begriff waren, sich in ihr Reich zurückzuziehen, angriffen, erlitten sie sehr hohe Verluste, und Belisar fiel kurzzeitig bei Kaiser Justinian in Ungnade.

## Schlacht
Im April 531 überquerte eine ausschließlich aus berittenen Soldaten bestehende persische Armee unter dem Befehl von Azarethes, die etwa 10.000 oder 15.000 Mann schwere Kavallerie sowie 5.000 verbündete arabische Lachmiden umfasste, die Grenze bei Circesium am Euphrat und zog unter Umgehung der römischen Grenzfestungen in sehr raschem Vorstoß nordwestwärts. Es ging augenscheinlich darum, durch die überfallartige Invasion Stärke zu demonstrieren, Beute zu machen und die Römer zu einem für die Sassaniden günstigen Frieden zu zwingen; dauerhafte Eroberungen waren auf diese Weise hingegen nicht zu machen. Diese Strategie, die angeblich auf einen Vorschlag der Lachmiden zurückging, überraschte die Römer, da man wie üblich einen Angriff auf Nordmesopotamien oder im Kaukasusraum erwartet hatte: Der letzte persische Vorstoß auf Syrien lag dagegen bereits Jahrhunderte zurück. Während sich die Perser ihrem Ziel, den reichen Städten Syriens, näherten, folgte Belisar, der die örtlichen römischen Truppen kommandierte, ihnen auf ihrem Marsch nach Westen. Belisars Armee bestand zunächst nur aus etwa 5.000 Mann, verstärkt durch 3.000 verbündete arabische Ghassaniden, den Rest seiner Truppen hatte er zur Sicherung der wichtigen Festung Dara in Mesopotamien zurücklassen müssen. Die römischen Truppen stoppten den feindlichen Vormarsch schließlich bei Chalcis, als Verstärkung unter dem Befehl des magister officiorum Hermogenes eintraf, was die römische Armee auf über 20.000 Mann anwachsen ließ. Die Perser, die keine offene Feldschlacht riskieren wollten, sahen sich gezwungen, den geplanten Plünderungszug abzubrechen und sich kampflos nach Osten zurückzuziehen. Die Römer folgten ihnen in einigem Abstand.
Anfangs, so heißt es beim Augenzeugen Prokopios von Caesarea (Historien 1,18), wollte Belisar die Perser nur aus dem Reich vertreiben, ohne eine Schlacht zu riskieren. Die oströmischen Truppen seien aber unruhig gewesen und hätten nach einer Schlacht verlangt. Nachdem Belisar vergebens versucht hatte, seine Truppen zu überzeugen, und weil er angeblich die Gefahr einer Meuterei drohen sah, befahl er den Truppen, sich für die Schlacht vorzubereiten, als die Perser im Begriff waren, den Euphrat zu überschreiten.
Die beiden Heere trafen außerhalb von Callinicum am 19. April 531 aufeinander. Die Aufstellung beider Armeen unterschied sich: Belisar wählte, wie schon zuvor mit Erfolg angewandt, eine ungewöhnliche Formation, um den feindlichen General zu verwirren. Dieses Mal deckte er seine linke Flanke am Ufer des Flusses mit Infanterie, orderte die ghassanidischen Araber auf die rechte Flanke, und platzierte mehrere Reihen schwerer Kataphrakte in der Mitte. Die persische Armee wählte eine klassischere Aufstellung. Die Armee wurde in zwei gleich große Teile gespalten, die Kavallerie wurde hinter der Infanterie postiert.
Für den größten Teil des Tages herrschte eine Patt-Situation, die Perser und Oströmer beschossen sich gegenseitig mit Pfeilen und führten einzelne Kavallerie-Angriffe. Nachdem „zwei Drittel des Tages“ vergangen waren, brach aber eine Einheit persischer Elite-Kavallerie durch die rechte römische Flanke, die von den Ghassaniden gehalten werden sollte, so dass die Ghassaniden sich zur Flucht wandten (später wurden sie von den Römern des Verrats bezichtigt). Durch das Aufbrechen der rechten Flanke war Belisar gezwungen, sich zurückzuziehen und neu zu formieren, aber die Perser folgten nach und drängten die Oströmer bald gegen den Fluss.
Zacharias von Mytilene sagt von dieser Schlacht:
„[Die Römer] wandten sich und flohen vor dem persischen Angriff. Viele fielen in den Euphrat und ertranken, andere wurden getötet“ (Zacharias, IX,4,95,4-95,26).
Es ist aber unbekannt, zu welchem Stadium der Schlacht Zacharias sich äußerte.
Am Fluss gelang es den Oströmern, eine wirksame Verteidigung gegen die Perser aufzubauen und einen Gutteil der Armee über den Fluss zurückzuziehen. Die Perser griffen die römischen Reihen unentwegt über mehrere Stunden an, wurden aber unter hohen Verlusten von der determinierten Verteidigungslinie, laut Prokopios geführt von Belisar persönlich, zurückgeschlagen. Die Perser gaben den Angriff schließlich auf und die restlichen Truppen konnten ungestört abrücken.

## Ausgang
Der Ausgang der Schlacht war im Grunde ein strategisches Patt: Das oströmische Heer hatte viele Soldaten verloren und war auf Monate gefechtsunfähig, aber auch die persische Armee hatte so viele Truppen verloren, dass sie den Plan zur Plünderung Syriens aufgeben musste und ihren Rückzug fortsetzte. Tatsächlich waren die persischen Verluste so schwer, dass Azarethes nach der Rückkehr in die persische Hauptstadt laut Prokopios vom Großkönig Kavadh I. seines Kommandos enthoben und seiner Ehre für verlustig erklärt wurde.
Während Prokopios in seiner Darstellung der Schlacht betont, Belisar habe keine Schuld getroffen, sondern vielmehr habe er durch seine persönliche Tapferkeit das Schlimmste für die kaiserliche Armee verhindert, malen andere Quellen ein unfreundlicheres Bild: Malalas (18,58-61) zum Beispiel berichtet, der Heermeister sei feige als einer der ersten vom Schlachtfeld geflohen. Einiges spricht dafür, dass Belisar im Anschluss von seinem wenig erfreuten Kaiser nach Konstantinopel beordert wurde, um sich persönlich zu verantworten – jedenfalls verlor er vorerst sein Kommando als magister militum per Orientem.
Fest steht: Callinicum war der Endpunkt von Belisars erstem persischen Feldzug. Der Ausgang der Schlacht dürfte auf beiden Seiten die Verhandlungsbereitschaft erhöht haben: Im Ewigen Frieden, den der neue Perserkönig Chosrau I. im Spätsommer 532 mit Justinian schloss, konnten die meisten Streitpunkte vorläufig beigelegt werden. 540 jedoch brachen die Perser den Frieden: Die sassanidische Armee verfolgte damals dieselbe Strategie wie 531, indem sie die Grenzfestungen in Mesopotamien links liegen ließ, um stattdessen direkt auf Syrien vorzustoßen. Anders als neun Jahre zuvor standen ihnen aber 540 keine ausreichend starken kaiserlichen Truppen gegenüber, so dass Chosrau die Städte Syriens nach Belieben ausplündern konnte. Damit begann ein neuer Krieg mit den Römern, der bis 562 dauerte.